# Владения Маската и Омана
Владения Маската и Омана (араб. سلطنة مسقط وعمان‎ «Султанат Маскат и Оман») — совокупность аравийских и заморских территорий, находившихся в XVII — середине XX века в зависимости от султаната Маската и Омана и совокупно с последним называемых Оманской империей.

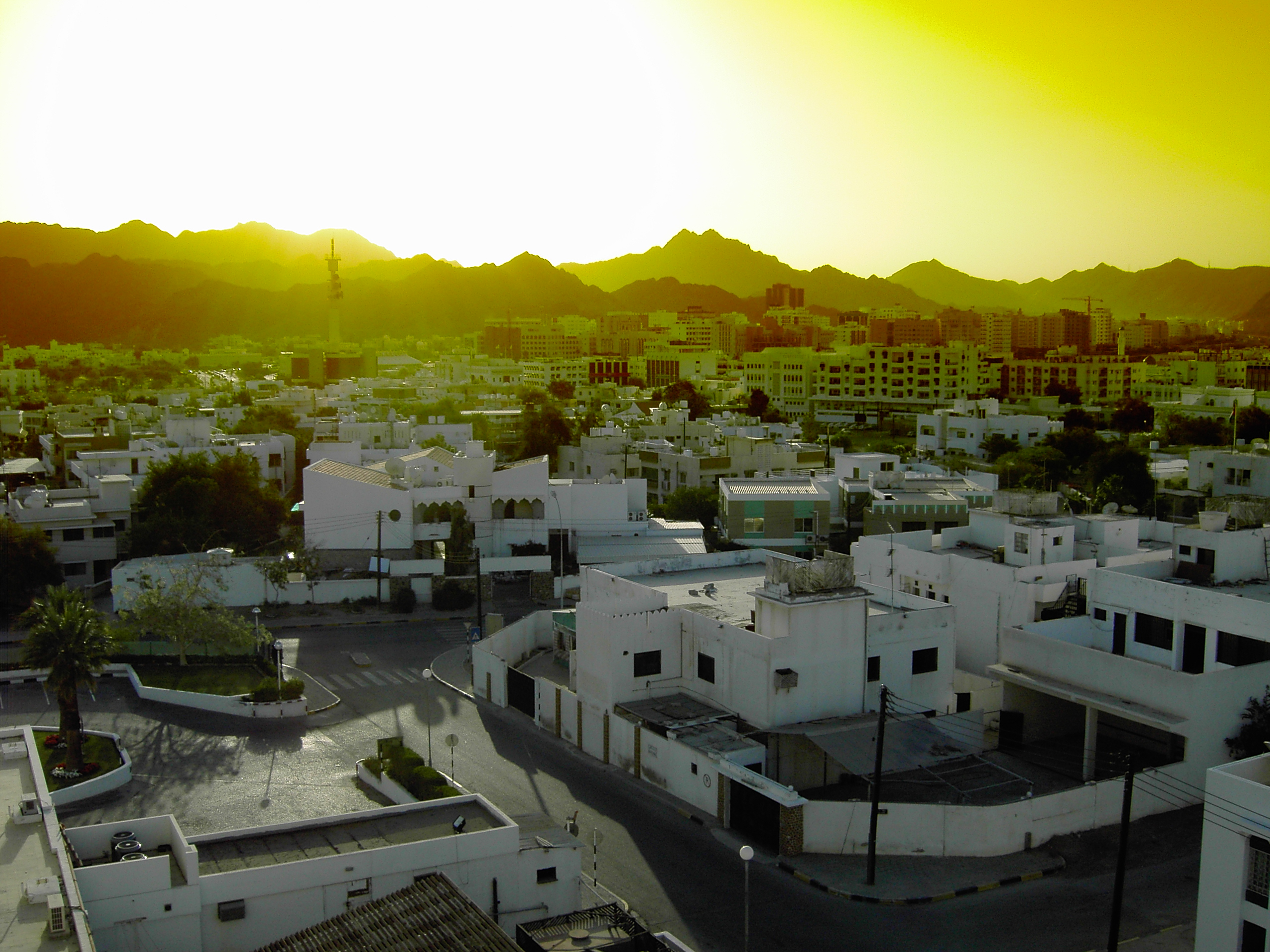
Маскат

## Название
Строго говоря, Оман (Имамат Оман, араб. عُمان الوسطى‎, ʿUmān al-Wusṭā) — внутренняя, континентальная часть региона без выхода к побережью и со столицей в городе Назва. Маскат же — прибрежный султанат, правители которого, собственно, и осуществляли экспансию, в том числе заморскую. Исторические Маскат и Оман разделяет плато Зелёной горы (аль-Джебель аль-Ахдар (الجبل الأخضر‎)).
Третьей частью исторического Омана (восточной Аравии) являлся так называемый «Пиратский берег», позднее ставший Договорным Оманом, а впоследствии — Объединёнными Арабскими Эмиратами (ОАЭ). Четвёртая часть исторического и нынешнего Омана — провинция Дофар (юго-западная окраина страны).

## История империи
Оман — старейшее независимое государство арабского мира, его жители приняли ислам ещё при жизни пророка Мухаммеда. С 751 года они установили выборный порядок (иджма) смены имамов — духовных лидеров, взявших на себя и функции управления регионом. Эта выборная теократия, имамат Оман, продлилась более четырёх веков, сменившись в 1154 году династическим правлением султанов Маската Набханитов. В 1429 году их вновь сменили выборные имамы. Борьба между имаматом и султанатом стала отличительной особенностью всей омано-маскатской истории.

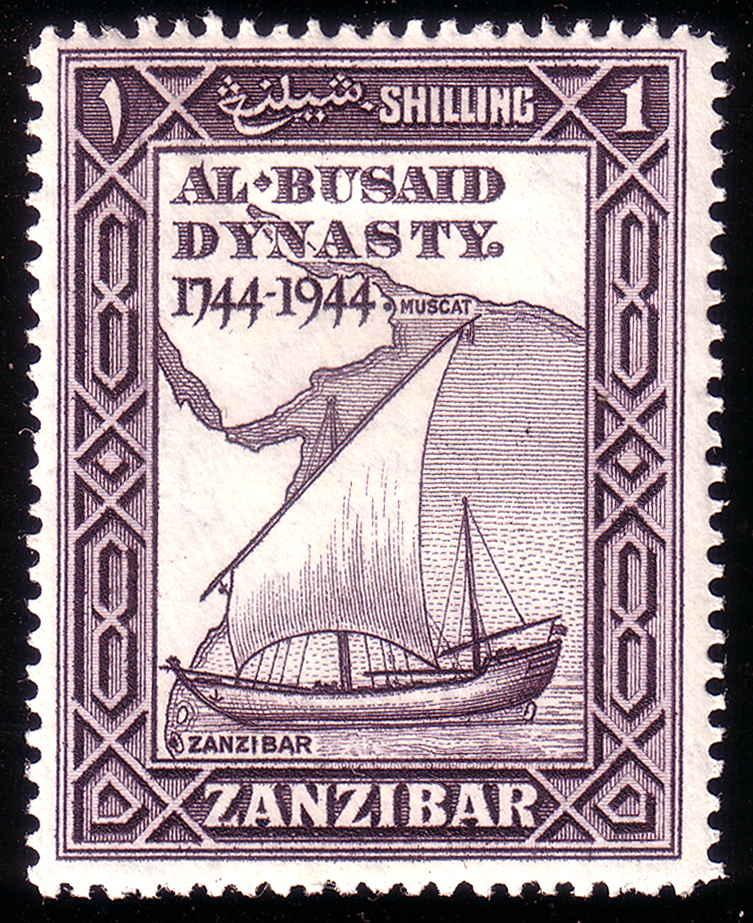
Почтовая марка Занзибара. 200-летие династии эль Бу-саид

### Рождение
В начале XVI века к соперничающим концепциям государственного управления — имамату и султанату — добавилась третья сторона. Это были португальцы, налаживавшие собственные торговые пути в Индию. В 1507—1515 годах они установили свой полный военный и торговый контроль над всем побережьем восточной Аравии и сопредельной Персии, включая Маскат (захвачен 1 апреля 1515 года) и Ормуз, и за остававшиеся годы XVI века овладели восточным побережьем Африки, став сильнейшей морской силой региона.
Однако в 1650 году господству Португальской империи в западной части Индийского океана был положен конец: португальцы были выбиты из Маската, ставшего столицей Оманской империи, а также в короткий срок уступили ей все свои опорные пункты к северу от Мозамбика. По характеру своей организации новая империя была типичной талассократией. Основными статьями дохода Омана была торговля хлопчатобумажными и шёлковыми тканями, стеклянными изделиями, жемчугом, ладаном (древние места его добычи в стране ныне входят в список объектов Всемирного наследия ЮНЕСКО) и другими благовониями, пряностями, фарфором, слоновой костью, медью, золотом и серебром, позднее сахаром, кофе и солью, а в особенности — работорговля. Наиболее важным центром последней стал Занзибар.
Результатом периодически обострявшейся в 1719—1748 годах этноконфессиональной гражданской войны между двумя наиболее многочисленными народностями объединённой страны — хинави (англ. Hinawi) и гафири (англ. Ghafiri), — принадлежащих к разным толкам ислама и группировавшихся вокруг разных претендентов на престол, стала интервенция на Аравийский полуостров со стороны персов Надир-шаха, в 1743 году оккупировавших Маскат, Сохар и остальное побережье.
Правление Персии продлилось до 1744 года. Его итогом стало восстание оманцев и воцарение династии Аль Саид (Эль Бу-Саид, Альбусаид), правящей и по сей день. К 1749 году персы были полностью изгнаны из Аравии.

### Расцвет
В 1783 году перед смертью Ахмада ибн Саида согласно особому манифесту монаршая фамилия была разделена надвое — правящий в Маскате султанат с номинальным контролем за всей территорией страны, а фактически только её побережьем, и имамат, власть которого была распространена на внутренние регионы (собственно Оман). Период правления эль Бу-Саидов, консолидировавших таким образом нацию при сохранении широкой автономии исторических частей государства и проводивших политику терпимости к иностранцам в пределах своей империи, считается её «золотым веком». Тогда Оманская империя включала в себя следующие земли:

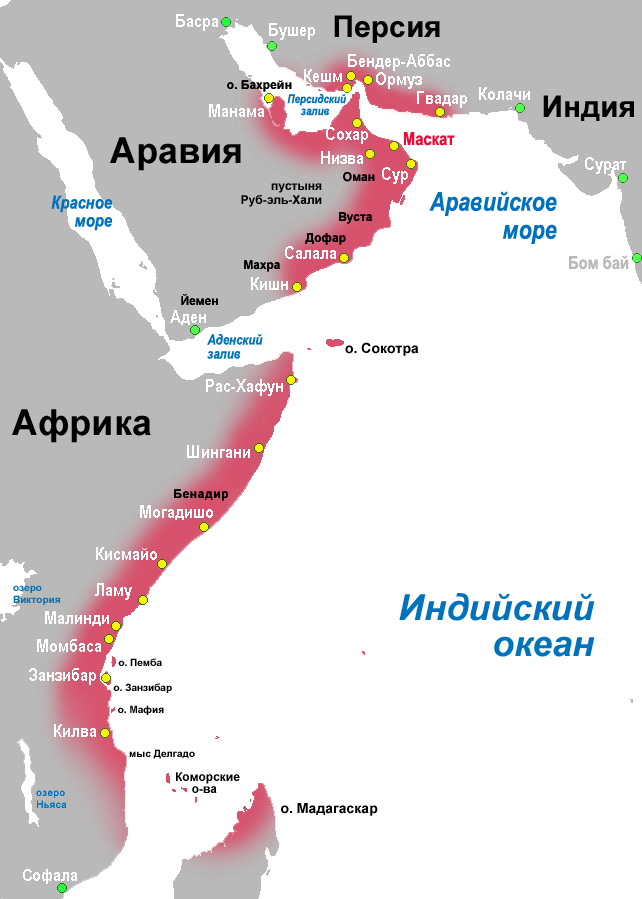
Султанат Маскат и Оман и его владения в 1856 году.
земли Оманской империи
основные города
фактории

- острова в Персидском заливе; «Барр аль-араб» («Суша арабов»)
- Маскат
- Имамат Оман
- «Пиратский берег» (современные ОАЭ[10])
- Дофар (Салала)
- Махра (Кишн)
- Бахрейн
- Кешм
- Ормуз
- Ларак

«Барр аз-Зиндж» («Суша негров»)
- побережье Восточной Африки от северного Мозамбика до Африканского Рога;
  - побережье возле мыса Делгаду (Кабу-Делгаду)
  - Занзибар, Пемба, Мафия
  - Ламу
  - Килва
  - Пате
  - Малинди
  - Геди
  - Момбаса
  - Бенадир (Кисмайо, Могадишо и др.)
- острова западной части Индийского океана (северная часть Мадагаскара, Коморы, Сейшелы и др.);

побережье Южной Азии
- форпосты на побережье Персии (Бендер-Аббас и др.)
- форпосты в Белуджистане и Индии (Шахбар, Гвадар и др.)

Крайней точкой торгового проникновения на юг по африканскому побережью для арабов Маската оказалась Софала, а конечными пунктами торгового флота империи было побережье Персии, Китая, Индокитая, Индии, Цейлона, Суматры, Явы и др. Военный флот Омана в этот период стал по численности вторым после британского в Индийском океане. В 1766 году султанат Оман заключает союз и обменивается посольствами с Шах-Аламом II, тогдашним правителем империи Великих Моголов, позволивший двум державам совместно противостоять пиратам и нормализовать океанскую торговлю. Одновременно за последующие десятилетия Оманская империя налаживает отношения с правителем Египта Мухаммедом Али-пашой, а также с основными мировыми колониальными империями.
Султан подписывает соглашения о дружбе и торговле с Нидерландами, Великобританией (1798) и, позднее, с США (отношения установлены в 1833 году) и с Францией (в 1841 году). Он направляет своих официальных представителей в Европу с целью взаимного признания заморских владений и согласования границ, сфер влияния и проникновения. Например, сайт посольства Франции в Омане рассказывает об экспедиции посла султана Хаджи Дервиша (англ. Hadji Derwich) в Марсель, Тулон и Париж, где он был тепло принят тогдашним президентом Французской республики Луи Наполеоном Бонапартом.

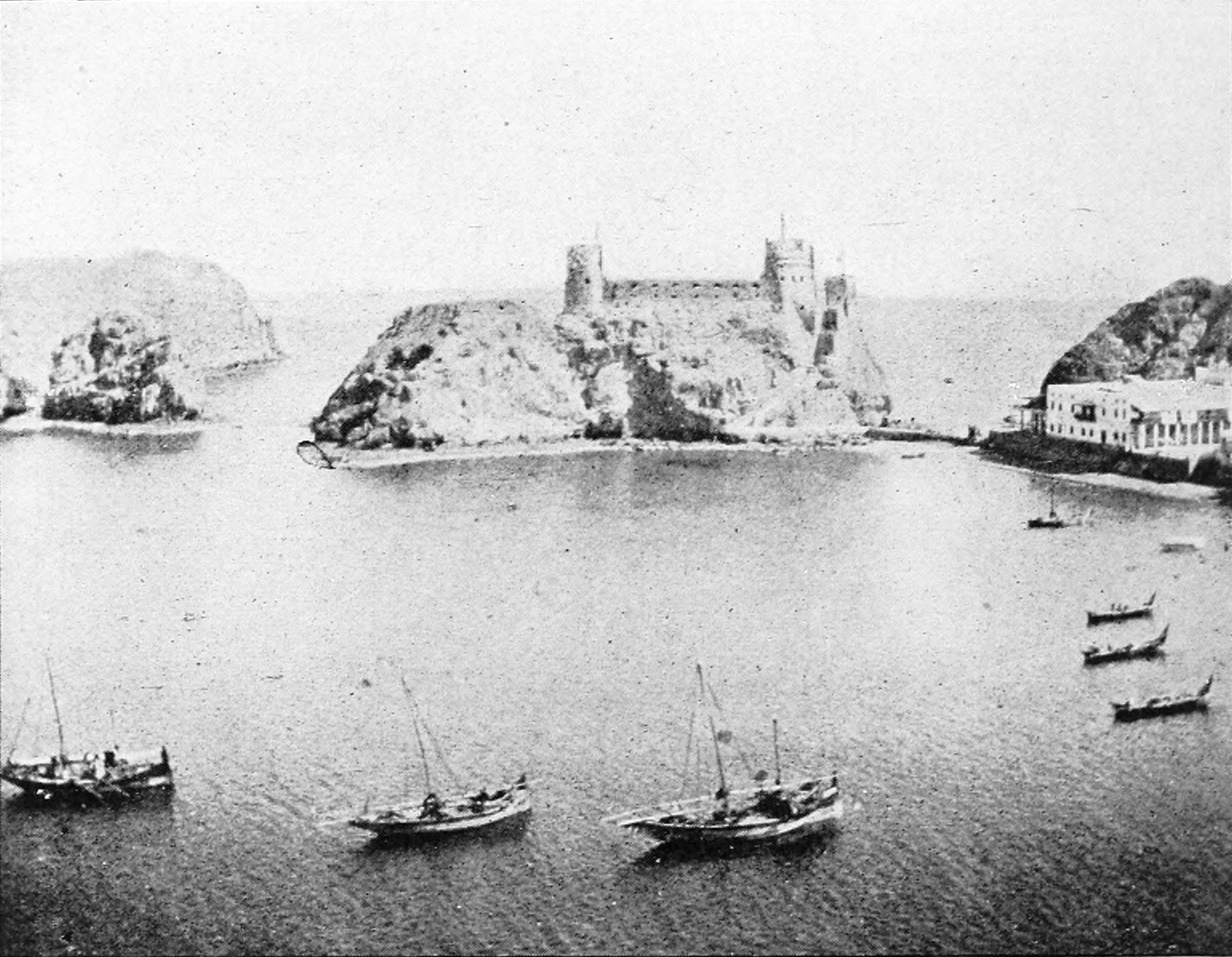
Крепость Маската в 1903 году

### Закат
Пик расцвета Оманской империи, пришедшийся на начало XIX века, сменился постепенным упадком, связанным с невозможностью Омана полноценно контролировать безопасность морских торговых артерий: технологическая отсталось флота империи по сравнению с европейскими судами всё больше давала о себе знать. Это приводило к необходимости для всех торгующих сторон предпринимать собственные меры защиты судоходства от пиратов и, в перспективе, поиска и организации более совершенного порядка. Британская Ост-Индская компания, постоянно направлявшая в Персидский залив военные экспедиции, в 1820 году вынудила эмиров и шейхов «Пиратского берега» отложиться от Омана, подписав так называемый «Генеральный договор». Последний положил начало английскому господству на этой территории и расчленению государства на протектораты.
С 1853 года княжества «Пиратского берега» получили название Trucial Oman — Договорный Оман (в англоязычной литературе чаще употребляется Trucial states, «Договорные государства»). На его территории были созданы британские военные базы, а политическую власть осуществлял британский политический агент). Тем не менее установление английского протектората не привело к разрушению традиционной для региона патриархальной системы. Местные жители в силу своей малочисленности и постоянных междоусобиц приняли новый порядок.
В это же время начался роковой для Оманской империи процесс — постепенный запрет работорговли в 1848—1873 годах в разных странах мира. Это подорвало экономику Омана. Одновременно (1869) был открыт Суэцкий канал, в результате чего оманские порты оказались в стороне от многих торговых путей, уступив Адену. За двадцать лет с 1850 по 1870 год население столицы — Маската — сократилось с 55 тыс. до 8 тыс. человек, многие жители были вынуждены мигрировать на Занзибар. В 1837 году султан Саид ибн Султан перенёс на этот остров столицу своего государства и резиденцию. Иногда период 1820—1860-х годов называют Маскато-Занзибарской империей.
Смерть султана Саида в 1856 году повлекла новый раздел империи между его сыновьями. На Занзибаре был образован султанат Занзибар, под властью которого оказалось и восточноафриканское побережье. Во главе этого султаната встал Маджид ибн Саид. Континентальная аравийская же часть, названная султанатом Маскат и Оман, перешла в руки его брата Тувайни ибн Саида, убитого сыном в 1866 году.
Через пару лет против отцеубийцы восстали племена внутренних областей страны, выдвинувшие в имамы троюродного племянника Сувайни и Маджида — Азана ибн Кайса. В обмен на военную и финансовую поддержку в усмирении бунта (Азан был на следующий год убит) британцы сделали султаном ещё одного сына покойного Саида ибн Султана — Турки. Султанат Маскат и Оман в 1891 году превратился в очередной протекторат Британской империи, формально единый, но находившийся под постоянной угрозой смены династии в Маскате на имамов Омана (см., например, Себский договор). Занзибар же оказался британским протекторатом в 1890 году. Оманская империя как независимое государство перестала существовать.

## Осколки империи

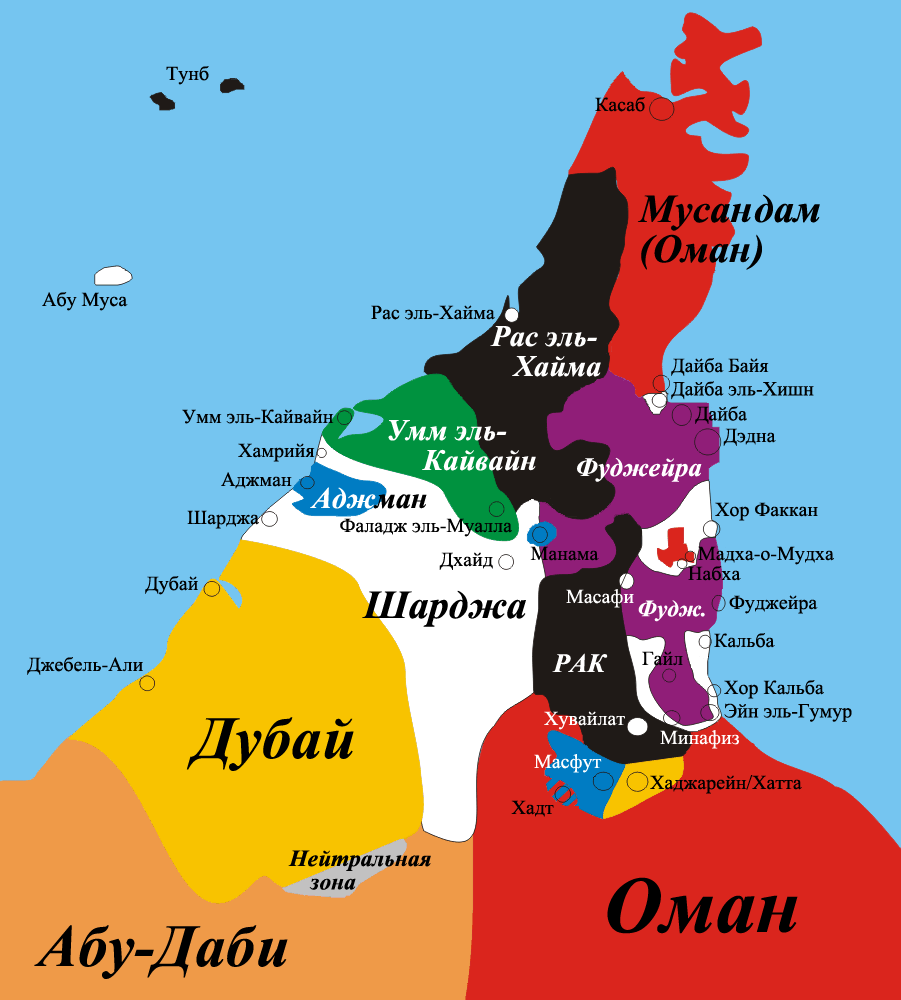
Эксклавы Омана и ОАЭ
Оман
Абу-Даби (ОАЭ)
Дубай (ОАЭ)
Шарджа (ОАЭ)
Аджман (ОАЭ)
Умм эль-Кайвайн (ОАЭ)
Рас эль-Хайма (ОАЭ)
Фуджейра (ОАЭ)

Последней заморской территорией султаната Маскат и Оман стал город Гвадар (Gwadar) на побережье Белуджистана. В 1958 году султан Саид бен Таймур продал это владение правительству Пакистана за три миллиона риалов (ок. $8 млн).
В настоящее время под суверенитетом Омана по-прежнему находится эксклав на аравийском полуострове Мусандам, отделённый от основной территории страны частями эмиратов Фуджейра, Рас эль-Хайма и Шарджа (все они входят в ОАЭ). Административно Мусандам образует одноимённую мухафазу (губернаторство) Омана. Также примерно на полпути между Мусандамом и остальным Оманом находится ещё один оманский эксклав — Мадха, занимающий около 75 км² и окружённый территорией эксклава Хор Факкан эмирата Шарджа. Внутри же Мадхи находится ещё один эксклав Шарджи — Нахва, площадью около 8 км². Кроме того, деревня Хадт (Hadt), расположенная между территориями Омана и эксклавом эмирата Аджман (ОАЭ) Масфут, находится под совместным контролем султаната и эмирата.

## Наследие
Уилфрид Тесайджер, известный британский исследователь и путешественник, описывая в 1959 году оманские реалии, отмечал, что Оман

…наименее известное из обитаемых мест Востока, даже менее известное, чем Тибет.Оригинальный текст (англ.)...the least-known of the inhabited places of the East, even less well-known than Tibet.
Однако он имел в виду только европейцев, страны Запада. Между народами же восточного побережья Африки и арабами Маската и Омана многие века существовало интенсивное взаимодействие, торговля. В результате в Африке сформировалась своеобразная культура зинджей («темнокожих») и язык суахили (то есть «прибрежный»), синтезировавшие в себе сильное арабо-мусульманское культурное влияние и этнический субстрат африканских негроидных племён банту. Центром суахили (и наиболее «правильным» диалектом, «киунгуд-жа») традиционно считается Занзибар. Были распространены варианты поговорки:

Если барабаны султана зазвучат в Занзибаре, жители Великих Озёр затанцуют под их ритм.Оригинальный текст (англ.)If the Sultan’s drums sounded in Zanzibar, residents of the Great Lakes would dance to their rhythm.
В суахили использовалась письменность на арабской основе. Памятники этого времени (стихи, песни, исторические хроники и другие документы), самые ранние из которых относятся к XVI веку, отражают так называемый старосуахилийский язык, представленный ныне целым рядом диалектных разновидностей; некоторые возникшие в ту эпоху варианты суахили теперь рассматриваются как самостоятельные языки, как например коморский — язык Коморских островов.

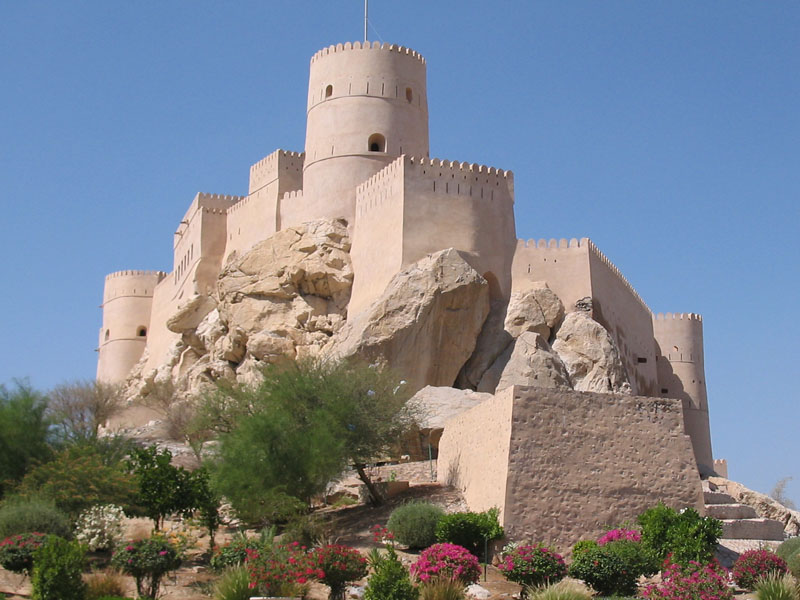
Форт Накхал, один из наиболее сохранившихся в Омане

С расширением континентальной торговли суахили постепенно стал языком межэтнического общения. Эта социальная роль суахили усилилась в постколониальный период, когда независимые государства Африки стали рассматривать суахили как реальную альтернативу языкам бывших метрополий (прежде всего английскому). Если до начала XIX века язык суахили за пределами собственно побережья Восточной Африки практически не использовался, в наше время ареал его активного применения значительно расширился. Успешному распространению языка суахили способствует то, что большинством говорящих он воспринимается как «общеафриканский» и при этом этнически нейтральный язык, не связанный ни с какой узкой этнической группой; таким образом, по крайней мере в Танзании (населённой преимущественно народами банту), язык суахили стал средством единения нации.
Произошло и некоторое встречное культурное проникновение — из Африки в восточную Аравию. Например, традиционный оманский мужской головной убор, шапочка «кумма», имеет африканское происхождение, остальные жители Аравии носят головной платок — куфию.